# Lacey Duvalle
Lacey Duvalle (Washington D. C.; 5 de abril de 1982) es una actriz pornográfica estadounidense. Comenzó en la industria del porno en el año 2000 con 18 años, y cuenta con 240 películas en su haber. Destacable dentro de la categoría "Ebony".